# Francisco Alejo de Aranguren
Francisco Alejo de Aranguren (Logroño, hacia 1710-Logroño, 1785) fue un arquitecto español, uno de los más prestigiosos a finales del siglo XVIII.

## Biografía
Aunque en algunas informaciones se le identifica como vasco, Francisco Alejo de Aranguren nació en Logroño y desarrolló la mayor parte de su labor en este entorno geográfico de La Rioja, Navarra, Miranda de Ebro y norte de Burgos. Sí era vasco su discípulo Santos Ángel de Ochandátegui, con el cual desarrolló buena parte de trabajos, entre ellos la conducción de aguas potables de Pamplona, de 1783 a 1785, o el edificio del ayuntamiento y el puente de Carlos III en Miranda de Ebro. Ambos trabajaron como colaboradores personales de Ventura Rodríguez en varios de sus proyectos, por ejemplo los que llevó a cabo en Pamplona y en Miranda de Ebro.

## Obras
Además de diversas obras relacionadas con canalizaciones de suministro de agua y puentes, también son numerosas las intervenciones de Aranguren en templos religiosos, como la intervención que hizo para una capilla de la iglesia de nuestra señora de la Blanca en Agoncillo (La Rioja)
Entre otras obras documentadas en La Rioja se conoce su intervención en los puentes de Tirgo (1741), Leiva (1772) y Torremontalbo (1778), entre otros, así como en la adecuación de la fuente de Labastida, en Álava.